# Адонис монгольский
Адонис монгольский (лат. Adonis mongolica) — многолетнее травянистое растение, вид рода Адонис семейства Лютиковые (Ranunculaceae).

## Распространение и экология
Эндемик Монголии, часто встречается в степях и на плоскогорьях.

## Ботаническое описание
Многолетнее травянистое растение. Высота побегов в начале цветения 10–20 см, после цветения они продолжают расти; иногда вырастают высотой до 60 см. Стебли округлого сечения. Листья пальчатораздельные, глубоко рассечённые, появляются практически одновременно с цветками.
Цветение начинается в апреле, иногда в мае, продолжается около месяца. Цветки одиночные диаметром до 30 см. Лепестки белые, обычно 10–20 штук. Тычинок и пестиков много. Тычиночные нити светло-жёлтые, пыльники оранжево-жёлтые.